# 李逸樵
李逸樵（1883年—1945年），名祖堂，逸樵是他的字，又字翊業，別號雪鄉居士，為李錫金之孫，臺灣新竹人，為臺灣日治時期與張純甫並稱之新竹兩大書法家與鑑賞家。

## 生平
李逸樵出生於清光緒九年（1883年），生性恬靜，愛好書法，自幼便臨摹晉唐名帖，後又習宋米芾、明張瑞圖、董其昌等名家之作，且不惜鉅資收藏名家字畫，後於昭和元年（1926年）時將其收藏之精選輯成《大東書畫集》。他的書法作品曾入選昭和三年（1928年）日本全國書道展覽會與戊辰（1928年）書道會第一回展覽會，之後並屢在臺灣各地書法展中得獎，其作品有《李逸樵真行書格言帖》傳世。
而在書法之外，李逸樵亦通音律之學，能奏漢唐古樂，平時也雅好吟詠，曾與同好組成奇峰吟社（後來該社併入竹社），本人也時常參加全島諸人聯吟大會。此外他也熱心公益，曾將揮毫所得全部捐出以賑濟大正十二年（1923年）關東大地震的災民。